# مولي دود
مولي دود (بالإنجليزية: Molly Dodd)‏ هي ممثلة أمريكية، ولدت في 11 نوفمبر 1921 في لوس أنجلوس في الولايات المتحدة، وتوفيت في 26 مارس 1981 في سانتا مونيكا في الولايات المتحدة.

## وصلات خارجية
- مولي دود على موقع IMDb (الإنجليزية)
- مولي دود على موقع قاعدة بيانات الفيلم (الإنجليزية)